# DYNAMITE (INFINITY16の曲)
「DYNAMITE」（ダイナマイト）は、INFINITY16の12枚目のシングル。2013年3月20日にFar Eastern Tribe Recordsから発売された。

## 概要
前作「雨のち晴れ」から9ヵ月振りのリリース。
カップリングには「DYNAMITE」と同じトラックを使った楽曲（いわゆるワンウェイ楽曲）を3曲収録。

## 収録曲
作詞・作曲：TELA-C・AK-69　編曲：YOSHITAKA "GAKKEY" ISHIGAKI
1. DYNAMITE welcomez AK-69
2. ヒトリジメ welcomez LADY KEIKEI
3. I wanna make love welcomez YORK
4. We Deh Ya welcomez LIFE-G
5. DYNAMITE ONE WAY MIX
6. DYNAMITE (VERSION)